# 黎斐
黎斐（1983年2月17日—），中国湖北省武汉人，足球运动员，司职中场。

## 职业生涯
黎斐17岁那年，深圳平安与新华路中心业余体校合作，要求体校为其梯队输送20个有潜力的球员，正是有了这个机遇，黎斐被深圳队梯队教练看中，2000年入选深圳平安三队。
2002年6月入选深圳平安一队，2005年深足主帅迟尚斌因为和球队主力发生矛盾，所以果断提拔了当时还是年轻球员的黎斐出任中场核心。而随着深足大批主力出走，黎斐逐渐从年轻球员成为球队的主力球员和中场核心。
2005年的亚冠联赛，黎斐也终于获得了首发机会，自始之后，除了2005年和2006年分别因为骨折两次伤病缺席过一段时间外，其余时候，他基本稳坐主力位置。
2007年赛季前冬训期间，虽曾一度因不满合同条款宣布罢训，最终与深圳足球俱乐部妥协，而且在2007赛季有突出的表现。
2008年，陷入财政危机的深圳队由管理层越过教练组封杀部分相对高薪老球员以少付工资，黎斐亦因战术原因比过去少了出场机会。
2009年1月，深圳队17名球员集体罢训，在深圳足协索要薪水并要求上榜转会，黎斐最终与深圳足球俱乐部达成共识，留队继续征战2009赛季中超。
2010年赛季，黎斐被时任主帅高歌奇立为中场核心和队长，他也打出了一个出色的赛季。
2011年，黎斐一度因伤淡出深圳红钻的主力球员位置，虽及时复出参加保级战，但因与特鲁西埃关系恶化，只能在边路出任替补，无力回天。赛季末还卷入莫须有的7君子罢训事件：7名球员代表自己与全队向俱乐部讨要未结奖金白条却被特鲁西埃视为威胁罢赛，双方不欢而散，特鲁西埃斥其为罢训，黎斐没有参加随后的比赛。
2012年，黎斐离开効力十年的深圳队与外援球员克里斯·基伦一同加盟重金招兵买马的重庆队，任队长。
2013年，重庆队出现财政问题，作为队长的黎斐经长期与管理层沟通后与大部球员留队履行剩余合同。不过，重庆队在赛季结束后降级解散。
2014年，黎斐重返深圳红钻効力。
2015年，黎斐参与了2015年中國足球甲級聯賽假球事件，并于2023年和队友张鹭等人一同被公安机关查获。

## 联赛上场纪录
最後更新:2017年10月28日 
| 球季 | 俱乐部     | 國家 | 上陣 | 入球 |
| ---- | ---------- | ---- | ---- | ---- |
| 2002 | 深圳平安   | 中國 | 4    | 0    |
| 2003 | 深圳健力宝 | 中國 | 3    | 0    |
| 2004 | 深圳健力宝 | 中國 | 3    | 0    |
| 2005 | 深圳健力宝 | 中國 | 16   | 1    |
| 2006 | 深圳金威   | 中國 | 16   | 2    |
| 2007 | 深圳上清饮 | 中國 | 24   | 3    |
| 2008 | 深圳上清饮 | 中國 | 20   | 0    |
| 2009 | 深圳红钻   | 中國 | 26   | 1    |
| 2010 | 深圳红钻   | 中國 | 24   | 2    |
| 2011 | 深圳红钻   | 中國 | 17   | 0    |
| 2012 | 重庆队     | 中國 | 25   | 0    |
| 2013 | 重庆队     | 中國 | 24   | 2    |
| 2014 | 深圳红钻   | 中國 | 27   | 1    |
| 2015 | 深圳红钻   | 中國 | 24   | 0    |
| 2016 | 深圳佳兆业 | 中國 | 29   | 5    |
| 2017 | 深圳佳兆业 | 中國 | 28   | 2    |